# 萤火虫号驱逐舰
萤火虫号驱逐舰（英語：HMS Glowworm，H92）是英国皇家海军的一艘G级驱逐舰。建造于1930年代中期。西班牙内战期间的1936年和1937年，这艘战舰在西班牙水域执行英国和法国对内战双方施加的武器禁运。第二次世界大战开始后不久，萤火虫号从地中海舰队（Mediterranean Fleet）调到不列颠群岛为海运护航。1940年3月，萤火虫号调到本土舰队（Home Fleet），并赶上了挪威战役。4月8日，萤火虫号与在入侵挪威的威悉河演习行动中运送登陆部队的德国驱逐舰遭遇，德国驱逐舰试图脱离接触并向希佩尔海军上将号重巡洋舰求援。在海战中，萤火虫号被重创，但仍努力向德舰发射鱼雷。最终萤火虫号撞擊希佩尔号，萤火虫号的舰艏折断，不久后爆炸沉没。

## 简介
萤火虫号标准排水量1350长吨（1370吨），满载排水量1883长吨（1913吨）。全长323英尺（98.5米），宽33英尺（10.1米），吃水12英尺5英寸（3.8米）。由帕森斯（Parsons）齿轮减速蒸汽涡轮机驱动双轴，总功率34000轴马力（25000千瓦），最高航速36节。由三座海军部三鼓式水管锅炉提供蒸汽。最大燃油装载量470长吨（480吨），15节航速时续航力5530海里。舰员平时为137人。
萤火虫号装有四门4.7英寸（120毫米）口径45倍径Mark IX型单装火炮，防空武器是装在两座Mark I型四联装支架上的0.5英寸（12.7毫米）维克斯（Vickers）Mark III机枪。萤火虫号作为试验舰装有两座新型五联装21英寸（533毫米）鱼雷发射管。除此之外，她还装有一座深水炸弹滑轨和两座深弹投掷器，原携带深水炸弹20枚，开战后不久增加到35枚。

## 战史

### 早期生涯
根据1933年建造计划，1934年3月5日，萤火虫号被订购到汉普郡伍尔斯顿（Woolston, Hampshire）的约翰·艾萨克·桑尼克罗夫特公司（John I. Thornycroft and Company）造船厂。于1934年8月15日开工，1935年7月22日下水，1936年1月22日完工。除政府提供的武器装备等设备外共耗费248785英镑。入役后，萤火虫号被分配到地中海舰队第1驱逐舰支队（1st Destroyer）。在西班牙内战期间，萤火虫号巡逻西班牙水域以执行不干预委员会（Non-Intervention Committee）的命令，直到1937年5月27日至6月8日在朴次茅斯整修。短暂整修结束后，萤火虫号返回地中海舰队第1驱逐舰支队。1938年6月7日至7月25日，萤火虫号返回朴次茅斯大修，并在1938年9月慕尼黑危机期间为马耳他到亚历山大的远洋班轮斯特拉斯内弗号（SS Strathnaver）护航。这月晚些时候，萤火虫号为远航亚丁的轻巡洋舰林仙号轻巡洋舰（HMS Arethusa）护航。在1939年5月16日的夜间演习中，萤火虫号与其姊妹舰榴弹号（HMS Grenade）相撞，被迫到亚历山大临时修理。5月23日至6月24日，萤火虫号在马耳他日常维修。
第二次世界大战于1939年9月开始时，萤火虫号正在亚历山大。10月，支队转隶西部水道司令部（Western Approaches Command），萤火虫号与姊妹舰豪侠号（HMS Gallant）、格拉夫顿号（HMS Grafton）和灰猎犬号（HMS Greyhound）于10月19日驶向英国本土。舰队于10月22日到达朴次茅斯。萤火虫号承担起为运输船队护航和反潜的任务，直到11月12日转属基地在哈里其（Harwich）的第22驱逐舰支队（22nd Destroyer Flotilla），任务是北海的巡逻和护航。1940年2月22日，萤火虫号在外锚地（Outer Dowsing）锚泊时，在雾中被瑞典船雷克斯号（Rex）碰撞，受到严重的结构性损坏，因此在赫尔河畔金斯顿的一处商业船坞维修到3月下旬。维修完成后，萤火虫号被调回已属于本土舰队的第1驱逐舰支队，并于3月20日在斯卡帕湾基地重新加入支队。
4月5日，萤火虫号作为声望号战列巡洋舰护航队的一部分，与姊妹舰灰猎犬号，以及英雄号（HMS Hero）、海泼里恩号（HMS Hyperion）一起掩护在挪威水域布置水雷的威尔弗瑞德行动（Operation Wilfred）。4月7日，萤火虫号因搜寻一名落水舰员而脱离特遣舰队。

### 最后一战

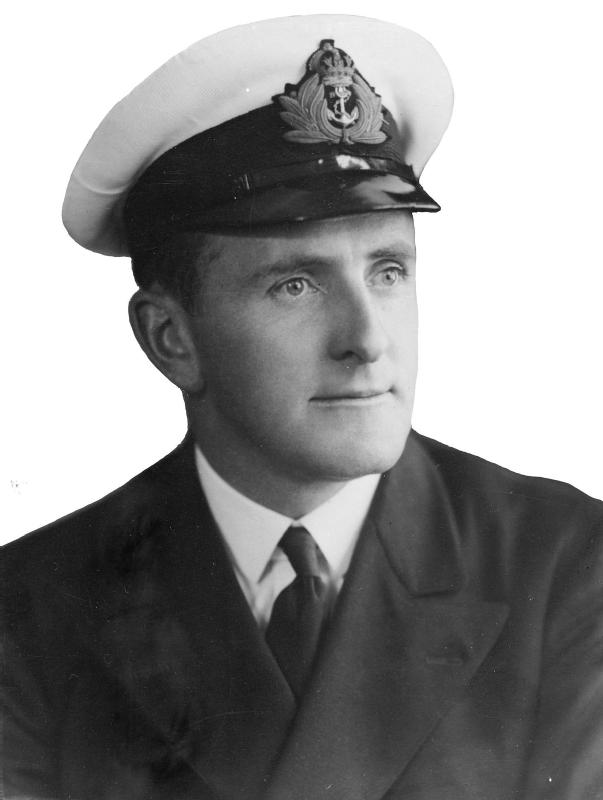
杰拉德·布罗德米德·鲁普少校，战后被追授维多利亚十字勋章

1940年4月8日上午8:00前，萤火虫号在归队途中，于大雾中与德国驱逐舰贝恩德·冯·阿尼姆号和汉斯·吕德曼号遭遇。这些驱逐舰属于由重巡洋舰希佩尔海军上将号率领的德国海军分队，正在运输前往特隆赫姆的登陆部队，这是入侵挪威行动（威悉河演习行动）的一部分。萤火虫号开火，德国驱逐舰试图脱离接触并发出求援信号。希佩尔海军上将号很快响应，并于09:50发现了萤火虫号。起初，希佩尔海军上将号难以分辨萤火虫号与贝恩德·冯·阿尔尼姆号，但8分钟后，巡洋舰在8400米（9200码）距离上用口径203毫米（8英寸）的主炮开火。萤火虫号被希佩尔海军上将号的第四次齐射命中，并开始施放烟幕。
萤火虫号驶入烟幕试图脱离与希佩尔海军上将号的目视接触，但巡洋舰由雷达控制的火炮未受烟幕影响。当驱逐舰重新从烟幕中出现时，距离已短到巡洋舰的105毫米（4.1英寸）副炮能够开火。萤火虫号的无线电室、舰桥和前部主炮被击毁，引擎室、舰长室，最后是桅杆都被命中。随着桅杆倒下，电线短路导致汽笛尖叫。10:10，海军少校杰拉德·布罗德米德·鲁普（Gerard Broadmead Roope）在800米（870码）距离上发射了一组发射管中的全部五枚鱼雷，但都没有命中，原因是巡洋舰舰长赫尔穆特·海耶（Hellmuth Heye）在战斗中始终保持舰艏指向萤火虫号以降低被鱼雷命中的风险。驱逐舰退过烟幕以争取时间使另一组发射管工作，但巡洋舰紧跟着萤火虫号穿过烟雾，以在萤火虫号能发射其余的鱼雷前击沉她。
当巡洋舰从烟幕中出现时，这两艘军舰非常接近，海耶下令向右急转以缩短距离，也许是要冲撞驱逐舰。但转舵的响应缓慢，萤火虫号撞击到巡洋舰的锚后方。撞击折断了萤火虫号的船头，船体的剩余部分擦过巡洋舰舷侧，在船体上打开一系列破洞，摧毁了右舷前部的鱼雷发射管，一名德国水兵被撞击抛出舷外。巡洋舰在堵住破口前大约进水500吨（490长吨），但没有严重受损。萤火虫号漂开后起火，10:24锅炉爆炸，109名舰员随舰阵亡。
希佩尔海军上将号停下来救援她的舰员和萤火虫号的幸存者。那名德国水兵未被发现，而40名英国水兵被救起，但后来又至少有6人因伤死亡，海军上尉拉姆齐（Ramsay）是被救起的最高级军官，他对德国人表示，撞击时舵和应急舵都不在控制之下，因此驱逐舰转向巡洋舰可能是偶然的。德国报告中只提及萤火虫号发射了四枚鱼雷，但英国报告说所有八枚鱼雷都被发射出去了。撞击后拍摄的摄影资料显示她的鱼雷发射管全部空着证明了这一点。
萤火虫号的指挥官鲁普少校，在被巡洋舰舷侧的绳索拉起时不能再吊在上面，因而溺水身亡，被追授维多利亚十字勋章，从而成为该勋章在二战中的第一个获得者。这个授奖是合理的，多少也是因为海耶的推荐，他通过红十字会写信给英国方面，陈述了鲁普在近战中面对强大得多的敌舰时所展现的勇敢精神。拉姆齐上尉也被授予了杰出服务勋章，这两个奖励于战后授予。